# اشکان کوشانژاد
اشکان کوشانژاد با نام مستعار  «اش کوشا» (به انگلیسی: Ash Koosha)، آهنگساز، کارگردان و کارآفرین ایرانی-بریتانیایی ساکن لندن است. او خوانندهٔ گروه تیک ایت ایزی هاسپیتال است. اشکان کوشانژاد در فیلم کسی از گربه‌های ایرانی خبر نداره ساخته بهمن قبادی بازی کرده‌است. کوشانژاد موسس شرکت اوربیت و از بنیانگذاران شرکت Auxuman می‌باشد.
به دلیل واکنش‌ها به این فیلم در ایران، او مجبور شد در انگلستان پناهندگی بگیرد. او در اعتراض به ممنوع الورود شدنش به آمریکا پس از فرمان حفاظت از ملت در برابر ورود تروریست‌های خارجی به آمریکا در مصاحبه ای گفت که یک بی‌خدا است
کوشانژاد آلبوم "GUUD"را ۲۰۱۵ متشر کرد. ویدئو "I Feel That" این آلبوم توسط گرافیست ایرانی، هیراد صباغیان ساخته شده‌است.

## اوایل زندگی و تحصیلات
کوشانژاد در تهران متولد و بزرگ شد. او محصل هنرستان موسیقی تهران بود.

## ترانه‌شناسی

### آلبوم‌ها
| سال  | عنوان                                                                         |
| ---- | ----------------------------------------------------------------------------- |
| ۲۰۱۵ | GUUD - تاریخ انتشار: ۵ ژوئن ۲۰۱۵ - ناشر: Olde English Spelling Bee            |
| ۲۰۱۵ | من با نام مستعار من \| I AKA I - تاریخ انتشار: ۱ مارس ۲۰۱۶ - ناشر: Ninja Tune |